# Saint-Crépin-d'Auberoche
Saint-Crépin-d'Auberoche là một xã, nằm ở tỉnh Dordogne vùng Aquitaine của Pháp. Xã này có diện tích 9,56 kilômét vuông, dân số năm 2005 là 261 người. Xã nằm ở khu vực có độ cao trung bình 149 m trên mực nước biển.

## Thông tin nhân khẩu
| Năm    | 1962 | 1968 | 1975 | 1982 | 1990 | 1999 | 2005 |
| ------ | ---- | ---- | ---- | ---- | ---- | ---- | ---- |
| Dân số | 246  | 191  | 175  | 237  | 229  | 227  | 261  |